# 欠失

染色体の欠失

欠失（けっしつ、英語: Deletion）とは、染色体または、DNAの塩基配列の一部が失われること。多くの遺伝病の原因の一つであり、また、原癌遺伝子や癌抑制遺伝子に起きれば、異常たんぱくが多量に産生され、癌となる。欠失部分のため、減数分裂において、完全に対合することが出来なく、はみ出したループをつくり、対合する。

## 欠失の種類
染色体欠失(chromosomal deletion) 顕微鏡で観察できる染色体の欠失。染色体異常を参照
遺伝子欠失(gene deletion) 顕微鏡などでは検出できない程度の欠失。
ヌクレオチド欠失(nucleotide deletion) ヌクレオチド一つが欠失し、フレームシフト突然変異を誘発する。
末端欠失(terminal deletion) 染色体の末端の欠失。
間質性欠失(interstitial deletion) 染色体の末端に関係ない欠失。
点欠失(point deletion) 非常に小さな欠失。

## 関連する疾病
- Wolf-Hirschhorn症候群
- ネコなき症候群
- アンジェルアン症候群
- プラダー・ウィリー症候群 (PWS)
- ミラー・ディッカー症候群
- Smith-Magenis 症候群
- 22q11.2欠失症候群